# Колобков Павло Анатолійович
Павло Анатолійович Колобков (рос. Павел Анатольевич Колобков, нар. 22 вересня 1969 у Москві) — російський політичний діяч, юрист. 
Міністр спорту РФ (з 19 жовтня 2016 по 15 січня 2020 року).
Фехтувальник на шпагах, олімпійський чемпіон (2000), дворазовий срібний (1992 та 1996) та триразовий бронзовий призер (1988, 1992 та 2004) Олімпійських ігор, шестиразовий чемпіон світу.

## Життєпис
Народився 22 вересня 1969 року в Москві. 1991-го закінчив Інститут фізичної культури за спеціальністю «викладач фізичної культури»; 1998 — Московську юридичну академію (спеціальність — юриспруденція, кваліфікація — юрист).
Дружина Катерина. Діти: Ольга, Олександр, Михайло.

### Спортивна кар'єра

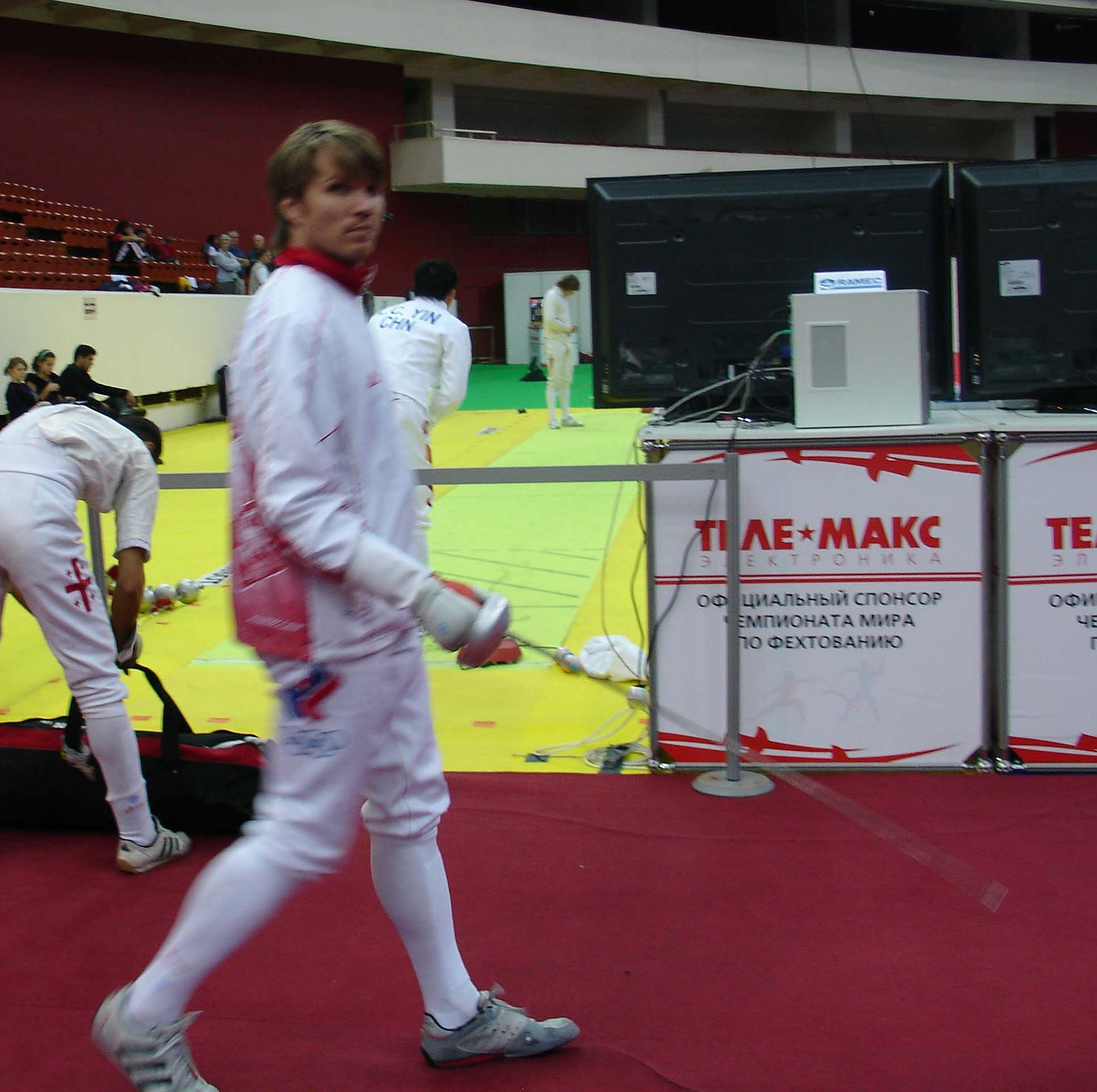
Чемпіонат світу з фехтування. Санкт-Петербурґ, 2007 рік

Вперше взяв участь у чемпіонаті СРСР з фехтування 1985 року, у 15-річному віці зайняв 27-е місце з 94 спортсменів. 1988 року виграє перший для себе чемпіонат світу серед юніорів, повторює успіх 1989-го. 1988-го вперше бере участь в Олімпійських іграх у складі збірної СРСР, стає бронзовим призером у командній першості (в півфіналі радянські шпажисти поступилися французам, а в матчі за третє місце були сильнішими італійців).
1991 року стає чемпіоном світу серед дорослих спортсменів, згодом виграє золото чемпіонатів світу 1993, 1994, 2002, 2003 і 2005 роках. На Олімпійських іграх 1992 року в складі «збірної СНД» стає срібним і бронзовим призером. Бере участь в Олімпійських іграх 1996, 2000 і 2004 року, вже у складі збірної Росії, в 2000 році стає олімпійським чемпіоном в особистій першості. Учасник п'яти Олімпіад, і ні з однією з них не повертався без нагород.

### Державна і громадська діяльність
З 2010 — член Громадської палати РФ, заступник голови Комісії з охорони здоров'я, екології, розвитку фізичної культури і спорту, член Комісії з соціальних питань і демографічної політики і член Міжкомісійної робочої групи з проблем дитинства та молодіжної політики.
З 5 жовтня 2010 — 19 жовтня 2016 року — заступник Міністра спорту, туризму і молодіжної політики РФ (після реформи міністерства 2012 року — заступник Міністра спорту). Курирував питання розвитку літніх олімпійських видів спорту, підготовки збірних Росії до Олімпійських ігор 2012 року в Лондоні, масової фізичної культури і спорту, паралімпійського та сурдлимпийского руху.
9 серпня 2011 року призначений керівником російської спортивної делегації на Олімпійських іграх 2012 року у Лондоне.
У 2016—2020 роках — Міністр спорту РФ.

### Звання
- Полковник (2004 року став першим за історію російського спорту спортсменом не на пенсії, який отримав це військове звання)[7].
- Дійсний державний радник РФ 3 класу (7 жовтня 2013)[8].
- Дійсний державний радник РФ 2 класу (11 серпня 2016)[9].

### Виступи на Олімпіадах
| Олімпіада      | Дисципліна          | Місце |
| -------------- | ------------------- | ----- |
| Сеул 1988      | командна шпага      | 3     |
| Барселона 1992 | індивідуальна шпага | 2     |
| Барселона 1992 | командна шпага      | 3     |
| Атланта 1996   | індивідуальна шпага | 14    |
| Атланта 1996   | командна шпага      | 2     |
| Сідней 2000    | індивідуальна шпага | 1     |
| Афіни 2004     | індивідуальна шпага | 3     |
| Афіни 2004     | командна шпага      | 4     |